# آرثر شوارتز
آرثر شوارتز (بالإنجليزية: Arthur Schwartz)‏ هو محامي وعازف بيانو ومنتج أفلام وملحن أمريكي، ولد في 25 نوفمبر 1900 في بروكلين في الولايات المتحدة، وتوفي في 3 سبتمبر 1984 في Kintnersville, Pennsylvania ‏ في الولايات المتحدة.

## وصلات خارجية
- آرثر شوارتز على موقع IMDb (الإنجليزية)
- آرثر شوارتز على موقع ميوزك برينز (الإنجليزية)
- آرثر شوارتز على موقع قاعدة بيانات برودواي على الإنترنت (الإنجليزية)
- آرثر شوارتز على موقع إن إن دي بي (الإنجليزية)
- آرثر شوارتز على موقع ديسكوغز (الإنجليزية)
- آرثر شوارتز على موقع قاعدة بيانات الفيلم (الإنجليزية)